# Красное Село (Крым)
Красное Село (до 1948 года Колония Болгарская, также Болгарщина; укр. Красне Село) — исчезнувшее село в Кировском районе Республики Крым (согласно административно-территориальному делению Украины — Автономной Республики Крым), включённое в состав города Старый Крым. Сейчас — район на западной окраине.

## История
Существует версия, что в 1800 году в Крым прибыли 63 семьи болгар-переселенцев из болгарских селений Граматиково и Малко-Тырново и образовали Старо-крымское болгарское поселение (в народе закрепилось название Булгарщина).
А. Скальковский в работе 1848 года приводит свою версию заселения: 21 сентября 1801 года в Одессу торговым судном прапорщика Мускули были доставлены 148 человек (19 семейств) болгар из деревни Кючюк-Боялык Адрианопольского округа Османской империи. Болгары обратились за помощью к капитану судна во время его стоянки на Сизопольском рейде, прося спасти их от бесчинств башибузуков. Пробыв некоторое время в Одессе, в 1802 году беженцы были переправлены в Крым, где основали колонию Старый Крым.

 
Большинство дореволюционных историков также датируют основание Старокрымской колонии 1802 годом, С. Б. Бернштейн считал, что она была основана лишь в 1810 году. Шарль Монтандон в своём «Путеводителе путешественника по Крыму, украшенный картами, планами, видами и виньетами…» 1833 года так описал селение: 
Эта колония состоит из 50 домов, образующих часть Старого Крыма. 314 жителей – все болгары – заняты сельским хозяйством.
На карте 1836 года в Колонии Булгарской Старокрымской 70 дворов, как и на карте 1842 года.
В 1860-х годах, после земской реформы Александра II, деревню приписали к Салынской волости. Согласно «Списку населённых мест Таврической губернии по сведениям 1864 года», составленному по результатам VIII ревизии 1864 года, Старо-Крымская колония болгарская ведомства попечительского комитета иностранных поселенцев южного края России с 82 дворами, 699 жителями, православной церковью и сельским приказом при источнике. На трёхверстовой карте Шуберта 1865—1876 годов в Колонии Болгарской Старокрымской обозначены 82 двора. В дальнейшем в дореволюционных учётных документах название колонии ни в каком сочетании не встречается, везде фигурирует Старый Крым и, судя по всему, имеется в виду, собственно колония. В «Памятной книге Таврической губернии 1889 года», по результатам Х ревизии 1887 года, записано селение Старый Крым, в котором числилось 65 дворов и 307 жителей, при этом на верстовой карте 1890 года в деревне обозначено 218 дворов с болгарским населением. По данным из «Памятной книжки Таврической губернии на 1892 год» в селении Старый Крым, составлявшем Старокрымское сельское общество, числилось 527 жителей в 72 домохозяйствах, а за 1902 год — 1242 жителя в 118 домохозяйствах. По «Статистическому справочнику Таврической губернии. Ч.II-я. Статистический очерк, выпуск пятый Феодосийский уезд, 1915 год», в деревне Старый Крым Салынской волости Феодосийского уезда числилось 250 дворов с болгарским населением в количестве 1465 человек приписных жителей и 28 «посторонних».
После установления в Крыму Советской власти, по постановлению Крымревкома от 8 января 1921 года была упразднена волостная система и село вошло в состав вновь созданного Старо-Крымского района Феодосийского уезда, а в 1922 году уезды получили название округов. 11 октября 1923 года, согласно постановлению ВЦИК, в административное деление Крымской АССР были внесены изменения, в результате которых округа ликвидировались и Старо-Крымский район стал самостоятельной административной единицей. Декретом ВЦИК от 4 сентября 1924 года «Об упразднении некоторых районов Автономной Крымской С. С. Р.» Старо-Крымский район был упразднён и село включили в Феодосийский район. Согласно «Списку населённых пунктов Крымской АССР по Всесоюзной переписи 17 декабря 1926 года», в пригороде Болгарщина, центре упразднённого к 1940 году Болгарщинского сельсовета Феодосийского района, числился 221 двор, все крестьянские, население составляло 904 человека, из них 842 болгарина, 48 русских, 4 армянина, 3 украинца, 2 грека, 2 записаны в графе «прочие», действовала болгарская школа I ступени (пятилетка). Постановлением ВЦИК «О реорганизации сети районов Крымской АССР» от 30 октября 1930 года из Феодосийского района был выделен (воссоздан) Старо-Крымский район (по другим сведениям 15 сентября 1931 года) и село включили в его состав.
В 1944 году, после освобождения Крыма от фашистов, согласно Постановлению ГКО № 5984сс от 2 июня 1944 года, 27 июня крымские болгары и армяне были депортированы в Среднюю Азию. 12 августа 1944 года было принято постановление № ГОКО-6372с «О переселении колхозников в районы Крыма» и в сентябре того же года в район приехали первые переселенцы, 1268 семей из Курской, Тамбовской и Ростовской областей, а в начале 1950-х годов последовала вторая волна переселенцев. С 1954 года местами наиболее массового набора населения стали различные области Украины. С 25 июня 1946 года Колония в составе Крымской области РСФСР. Указом Президиума Верховного Совета РСФСР от 18 мая 1948 года, Колонию Болгарскую переименовали в Красное Село. 26 апреля 1954 года Крымская область была передана из состава РСФСР в состав УССР. После ликвидации в 1959 году Старо-Крымского района село переподчинили Кировскому. Время включения в Изюмовский сельсовет пока не установлено: на 15 июня 1960 года село уже числилось в его составе. Указом Президиума Верховного Совета УССР «Об укрупнении сельских районов Крымской области», от 30 декабря 1962 года Кировский район был упразднён и село присоединили к Белогорскому. 1 января 1965 года, указом Президиума ВС УССР «О внесении изменений в административное районирование УССР — по Крымской области», вновь включили в состав Кировского. Включено в состав Старого Крыма 31 августа 1989 года.

### Динамика численности населения
| - 1833 год — 314 чел. - 1864 год — 699 чел. - 1889 год — 307 чел. - 1892 год — 527 чел. | - 1902 год — 1242 чел. - 1915 год — 1465/28 чел. - 1926 год — 904 чел. |